# بيت ويلكينسون
بيت ويلكينسون (بالإنجليزية: Pete Wilkinson)‏ هو سائق سباق بريطاني، ولد في القرن العشرين.